# Cadarcă de Miniș
Cadarca sau Cadarca de Miniș (ungurește Kadarka), este un soi tradițional de struguri originar din podgoriile Miniș-Măderat, județul Arad unde a fost preparat pentru prima dată în 1744. Este produs în vestul țării, atât în Crișana-Maramureș cât și în podgoriile Recaș din Banat. Vinul este produs cu un adaos de boabe stafidite și are un conținut de zaharuri între 150 și 220 g/litru. Cadarca are o culoare care variază de la roșu-aprins la roșu-închis, o aromă particulară de fruct proaspăt, consistent, plin, catifelat, uneori acid. Dezvoltă un buchet complex după 2-3 ani.
Când există condiții de stafidire se obțin vinuri oxidative cu aromă de cuișoare și cu gust ușor astringent. În mod obișnuit, se obțin vinuri mai slab colorate cu aromă placută de fruct proaspăt, echilibrate.
Cadarca este numită din timpuri vechi „sânge de taur”, renume pe care localnicii îl păstrează și în prezent, definindu-i prin acesta culoarea roșie-rubinie, personalitatea și puterea.

## Tehnologia de producție
Boabele stafidite se obțin în anii foarte buni prin înlăturarea unei părți din frunze. În octombrie se culeg ciorchinii pe care se găsesc boabe stafidite care se așază pe rogojini. După câteva zile se aleg numai strugurii sănătoși iar boabele stafidite se pun într-o cadă
înaltă, la loc uscat, 5-6 zile, după care se frămîntă cu mâna sau se calcă cu picioarele, rezultând o masă mieroasă care se repartizează în căzi mai mari. Peste aluat se toarnă vin roșu de bună calitate, se acoperă și se lasă la fermentat 4-6 săptămâni, timp în care se amestecă cu o lopată de lemn iar semințele se adună. Vinul se scurge și se pune în vase de 100 litri. Se consumă după 1-2 ani dar se poate păstra timp îndelungat.